# Ingegerd Stadener
Gurli Ingegerd Stadener, ogift Borre, ursprungligen Petersson, född 3 juli 1903 i Göteborg, död 19 februari 1968 i Stockholm, var en svensk författare.
Under pseudonymen Helena Poloni placerade hon Brunnsköping på deckarkartan i romanerna Mord i barm, Små hjärtslitande manspersoner och Många tungor små .... Under några år i början av 2000-talet delades Polonipriset ut till kvinnliga deckarförfattare. Ingegerd Stadener har även författat kriminalromaner under pseudonymen Lillevi Gavell.

## Biografi

### Familj
Ingegerd Stadener var dotter till kontorschefen Conrad Pettersson och folkskolläraren Alma Johansson. Hon gifte sig första gången 1926 med dåvarande löjtnanten Erik Rune och andra gången 1938 med lektor Nils Stadener (född 1902). Nils Stadener var son till politikern och biskop Sam. Stadener. I första äktenskapet blev hon mor till juristen Christer Rune, läraren Paul Rune och läkaren Valle Rune.
Ingegerd Stadener konverterade till katolicismen den 19 december 1949. Hon publicerade krönikor i Idun, artiklar i veckopress, i Dagens Nyheter, följetonger i Husmodern med flera tidningar och höll föredrag i radio. (